# Florin-Stelian Popescu
Florin-Stelian Popescu (n. 7 aprilie 1950) este un deputat român în legislatura 1990-1992, ales în județul Prahova pe listele partidului Ecologist-SD. În cadrul activității sale parlamentare, Florin-Stelian Popescu a fost membru în grupurile parlamentare de prietenie cu Regatul Unit al Marii Britanii și Irlandei de Nord, Republica Libaneză și Republica Italiană. 